# Саву (остров)

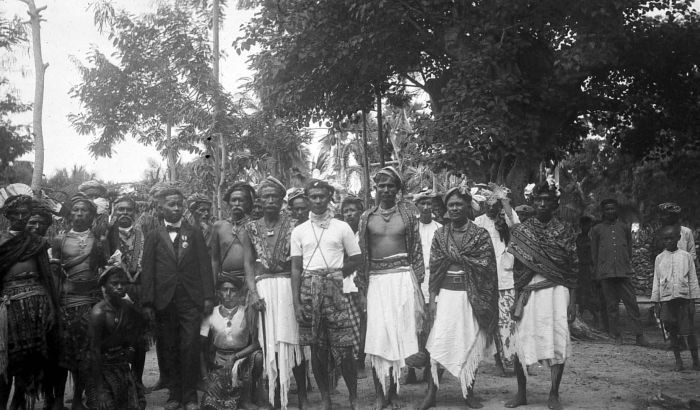
Жители Саву на праздновании, устроенном по случаю награждения местного раджи «Бронзовой звездой» — медалью, учреждённой нидерландской колониальной администрацией. 1924 год

Саву (индон. Pulau Sawu, также Sabu, Sawoe, Havu, Hawu, Hawoe) — остров в Индонезии. Расположен к западу от юго-западной оконечности острова Тимор, посередине между последним и островом Сумба. Является самым крупным в архипелаге Саву. Остров входит в состав провинции Восточная Нуса-Тенгара. Население — 62 000 чел. (по данным 2008 года).

## География
Остров Саву является крупнейшим (площадь — 420 км²) среди остальных островов одноимённого архипелага. Второй по величине остров из данной группы — Райджуа — имеет площадь только 36 км² и население 6000 человек. Соседними островами являются Тимор, Сумба, Флорес и Солор. Остров, как и весь архипелаг, входит в состав Малых Зондских островов. Северный берег острова омывается водами моря Саву, южный — Индийского океана.

### Геологическая активность
Остров находится в геологически активном регионе, на стыке Индо-Австралийской и Евразийской тектонических плит; остров как бы поднимается вверх со скоростью 1 мм в год. Вследствие этого в регионе случаются землетрясения. Последнее сильное землетрясение произошло в 1977 году и имело магнитуду 7,9 по шкале Рихтера.

## Климат
Бо́льшую часть года климат на острове сухой из-за сухих жарких ветров, дующих с Австралийского континента. При этом, общая сумма осадков составляет 1019 мм, однако от 82 % до 94 % их приходится на сезон дождей (с ноября по март).

## История
В доколониальные времена на острове существовали шесть политических образований: Териву, Лиае, Диму, Мениа, Себа и Месара. Некоторые из них были поглощены впоследствии другими, так что в XX веке на острове существовали только четыре таких образования: Лиае, Диму, Себа и Месара. С начала XX века и по 1949 год Саву находился под голландским владычеством (за исключением периода с 1942 по 1945 года, когда Индонезия находилась под управлением Японии). С 1949 года — в составе независимой Республики Индонезия.

## Экономика
Основу экономической жизни острова составляет сельское хозяйство. Жители острова выращивают зерновые, бобовые, рис. Также они занимаются молочным и мясным животноводством; в каждом селе есть свиньи, куры, козы. Ещё развит сбор морских водорослей, основным покупателем которых является Япония. На острове Райджуа также выращивается хлопок. Основным периодом выращивания сельхозкультур является сезон дождей (с ноября по март).
Также на острове развит такой вид народного промысла, как ткачество. Популярный у местного населения напиток — пальмовое вино.